# Theretra rosina
Theretra rosina är en fjärilsart som beskrevs av Butler 1875. Theretra rosina ingår i släktet Theretra och familjen svärmare. Inga underarter finns listade i Catalogue of Life.